# Consiglio amministrativo delle Åland
Il consiglio amministrativo della contea delle Åland (Länsstyrelsen på Åland in svedese, Ahvenanmaan lääninhallitus in finlandese) è stato un'unità di rappresentanza del governo nazionale finlandese nella contea autonoma delle Isole Åland.

## Amministrazione
Pur essendo una delle contee della Finlandia, le Åland godono di un’ampia autonomia ed erano l’unico territorio a eleggere una rappresentanza politica sovraccomunale. Il consiglio amministrativo, ossia la prefettura delle isole, aveva dunque compiti limitati a causa della presenza di un governo politico locale.
Nel 2010 il consiglio ha preso il nuovo nome di Amministrazione statale sulle Åland, senza cambiare peraltro sostanzialmente le sue funzioni, e rimanendo totalmente distinto dalle altre prefetture del paese. 

## Governatori
- William Isaksson (1918-1922)
- Wilhelm Fagerlund (1922-1938)
- Torsten Rothberg (1938-1938)
- Walter Johansson (1938)
- Ruben Österberg (1938-1945)
- Herman Koroleff (1945-1954)
- Tor Brenning (1954-1972)
- Martin Isaksson (1972-1982)
- Henrik Gustafsson (1982-1999)
- Peter Lindbäck (1999-2009)